# ナンデスカマン
ナンデスカマンは、フジテレビ系バラエティ番組「オレたちひょうきん族」のタケちゃんマンのコーナーで明石家さんまが演じた敵キャラクター。なんですかマンとの表記もある。

## 概要
タケちゃんマンと四番目に戦った怪人。明石家さんまが山田邦子とのコント中、山田を笑わせようと連発した「何ですかぁ〜」のギャグから考案された。

## 設定・展開
第108話〜第138話まで登場した。
人間の耳をモチーフにした怪人。怪人態は耳の形をし額に「?」マークのある頭部、耳の形をした手、「WHAT DO YOU SAY?」の文字が入った胴体という姿。全身が黒く、胴体や手足には黄色い螺旋状の模様、背中には「?」マークがある。首にはラメの入ったマフラーを巻いている。頭髪はないが夏には頭のかゆみに悩まされ、シャンプーを使用して洗髪する。手は耳ハンドであるため、ジャンケンではパーしか出すことができない。
過去、桂三枝（現：桂文枝）の番組で場の空気を読まずにアドリブでギャグを披露してはスベり収録後に「おい、さんま！ちょっと来い！」と楽屋に呼び出されて説教を受け、また三枝と西川きよしの見栄の張り合いに巻き込まれ、連日高級店で食事をご馳走してもらい、両者の太鼓持ちをやらされたトラウマから「いらっしゃ〜い」「オヨヨ」「小さな事からコツコツと！」等のギャグを見せられると悶絶してしまうのが弱点。
妻帯者であり、息子もいるが愛人もおり、愛人の存在をネタに水中人ガッピーに脅迫され手下になったこともある。ブラックデビルの孫であるとされるが不明。
多彩な変身能力を持ち、アミトリおばさん、ちょっといいですか神父、帰ってよ女などに変身しタケちゃんマンを幻惑するが、 タケちゃんマンの誘導尋問に「ナンデスカ?」ともしくは「ナンデスカ」と響きが似た言葉を言ってしまい正体がばれ、対決に突入するのが毎回のパターンである。
正体を現すとタケちゃんマンの口元に耳をかざして大声で「ナンデスカ〜!?」と聞き直そうとする。「?」の描かれたビックリ箱「ナンデスカボックス」を運び、踊りの後タケちゃんマンの手を入れさせて攻撃するビックリ箱攻撃が得意技だが途中からタケちゃんマンが中身を怪しむようになったためあまり効かなかった。中盤でナンデスカマンロボにパワーアップしタケちゃんマンロボを苦しめたが、タケちゃんマンに勝利することはその生前、死後ともできず、パワーアップしたタケちゃんマン7にも勝てなかった。
最後は妻や息子に「ナンデスカマンは死ねばいいのに」と嫌われた挙句、タケちゃんマンとレギュラー怪人昇格を狙うコーモリ星人の陰謀により追い詰められ、自宅台所でスグシネール錠剤を服用して服毒自殺。タケちゃんマン扮する閻魔大王に血の池地獄、粉地獄などの地獄で責められ「俺もこれで、ジ・エンマ…」の台詞を残し最期を遂げ、第148話ラストの次回からの悪役当てクイズでナンデスカマン7が登場し、1989年10月14日の最終回 「タケちゃんマン忠臣蔵」で復活を果たした。

## 派生キャラクター
- ナンデスカマンロボ

ナンデスカマンの姿を模したロボット。ナンデスカマンの体に簡単なアーマーを施した。当時のTV業界においてローカル番組数本分に相当する130万円の予算をかけて製作された。初登場時、ナンデスカマンは待遇の改善を大変に喜んでいた。体が腰、肩のアーマー以外はタイツだけで手足は大きいが靴に似た形状であるためタケちゃんマンロボより機動性は遥かに上で、ボクシング対決第1ラウンドや重量挙げ対決ではタケちゃんマンロボを圧倒するが、ジョッキングシューズを装備し機動性を増したタケちゃんマンロボにボクシングの第2ラウンドやマラソン対決で敗北した。登場回は再放送では欠番となっている。
- ナンデスカマン7

第138話ラストの次回からの悪役当てクイズで登場。姿はナンデスカマンとほとんど変わらず、相違点は決め台詞の「なんですかー」と言った後に「あセブン」と付け足すだけである。クイズは4択でこの他にアミトリおばさんとちょっといいですか神父、コウモリ星人の3択があり、それをはがきに書いて送るシステムだったが、正解は知っとるケでありナンデスカマン7を含めて全員本編での次なる怪人とはならなかった。つまり、このクイズそのものが視聴者を欺くためのフェイクである。
- ナンデスカマンスマイリー

2008年7月26日『27時間テレビ』のオープニングに登場。頭部の?マークが番組のマークである出っ歯のスマイリーマークになっている。ナンデスカマンスマイリーはこの変更による便宜上の名称である。『タケちゃんの思わず笑ってしまいました』DVD版特典映像にも登場している。

## テーマソング
- 世界の国からナンデスカ?（「世界の国からこんにちは」の替え歌）

レコード化なし。ひょうきん族最終回で披露された番組最終回バージョンも存在するがこちらもレコード化なし
- びっくり箱のうた（なんですかマン名義）

「びっくり箱のうた」の作詞作曲は松山千春。B面は町田義人歌唱の「タケちゃんマンロボ愛のテーマ」